# Abella de la mel asiàtica petita
L'abella de la mel asiàtica petita (Apis florea) és una espècie d'himenòpter apòcrit de la família dels àpids (Apidae), una de les dues espècies de petites abelles silvestres del sud i sud-est d'Àsia. Té una distribució molt més àmplia que l'espècie estretament emparentada Apis andreniformis.

## Història natural
Aquestes dues espècies formaven el subgènere Micrapis, avui obsolet, i són les espècies més filogenèticament primitives del gènere Apis. Els seus ruscos estan exposats i els fan enganxats a les branques d'arbusts o arbrets.
A banda de la seva petita mida, els seus nius exposats i senzills i la seva dansa simplificada, el cicle vital d'aquesta espècie és força similar a altres espècies d'abelles.

## Galeria

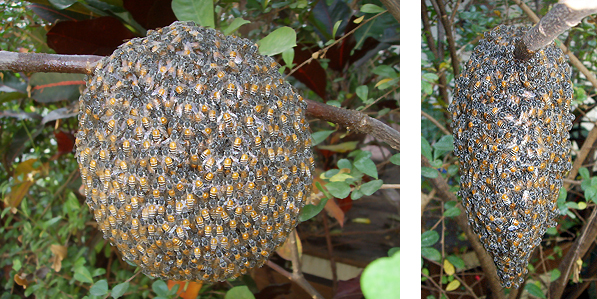
Niu d'Apis florea a Tailàndia.[2] La cortina que cobreix la bresca fa 3–4 abelles de gruix (~10 mm).
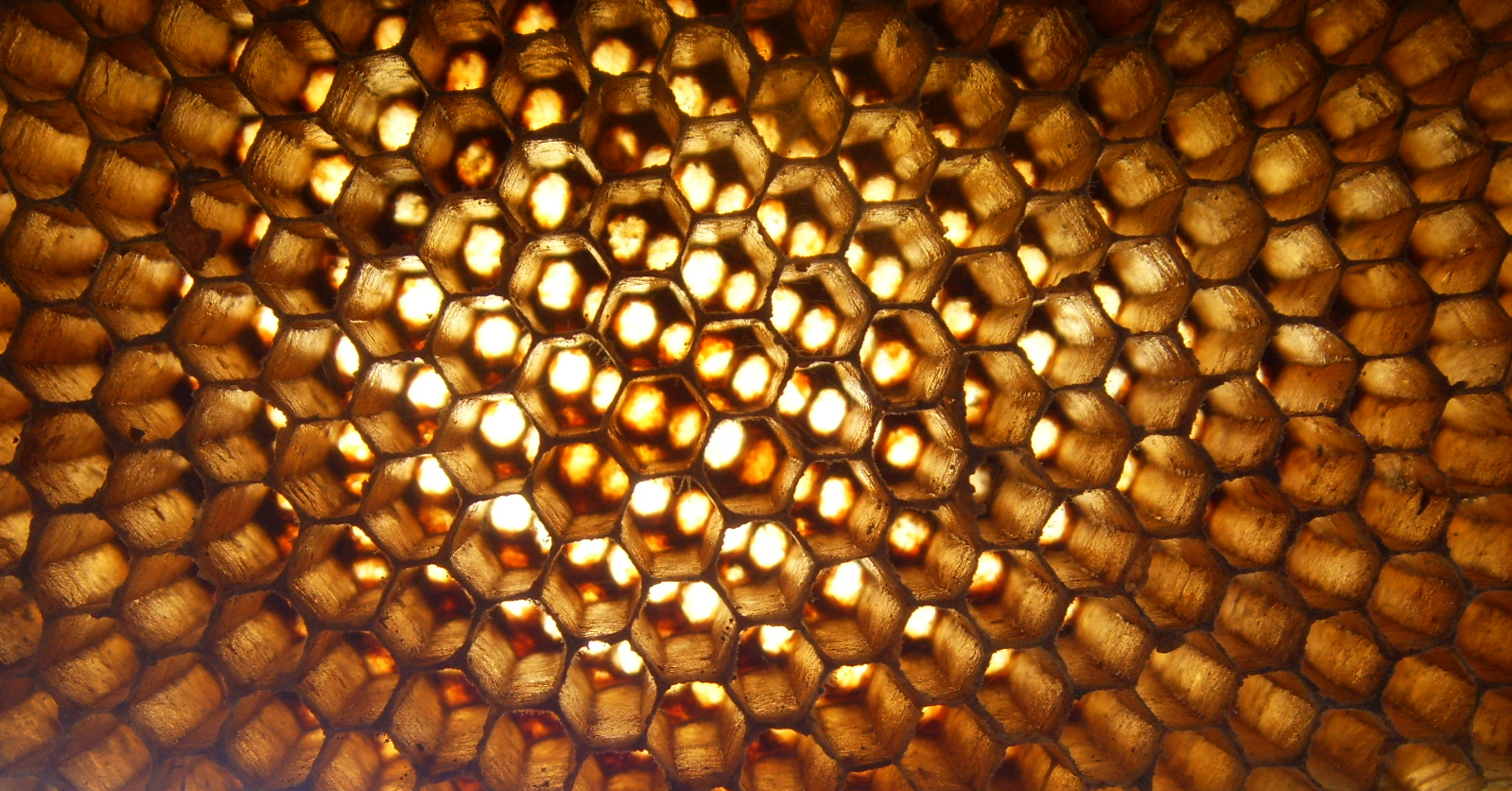
Vista de prop d'un niu abandonat d'Apis florea
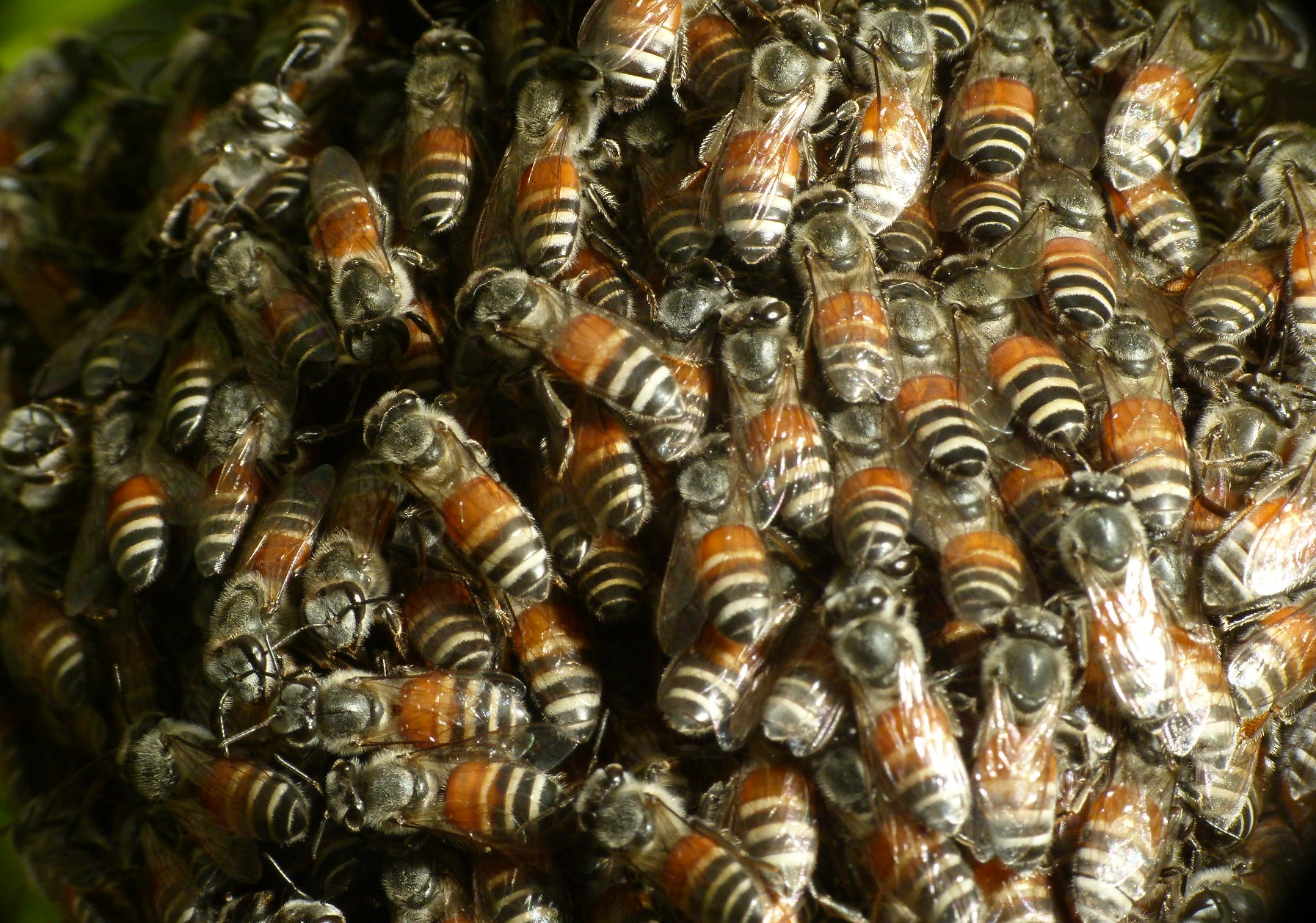
Obreres al rusc